# Charles Harrison
Pour les articles homonymes, voir Harrison.
Charles Townsend Harrison (11 février 1942 - 6 août 2009), BA Hons (Cantab), MA (Cantab), PhD (Londres) est un historien de l'art britannique de premier plan qui a enseigné l'histoire de l'art pendant de nombreuses années. Il a été professeur émérite d'histoire et de théorie de l'art à l'Open University. 

## Biographie
Il a été professeur d'histoire de l'art à l'Open University de 1977 à 2005, lecteur d'histoire de l'Art de 1985 à 1994, professeur d'histoire et de théorie de l'art de 1994 à 2008, professeur émérite de 2008 à 2009, professeur invité à l'université de Chicago en 1991 et 1996, professeur invité à l'université du Texas en 1997. 
En plus d’être un universitaire et un critique d’art, il a également été conservateur et membre du collectif d'artistes conceptuels britanniques  Art & Language et a édité leur revue Art-Language.

## Citations
Sur l'art anglais: 
« L'histoire de l'Art moderne en Angleterre (...) est dans une large mesure une histoire de réponses retardées et médiatisées. »
(The history of modern art in England.......is to a large extent a history of delayed and mediated responses).

Sur la valeur de l'art: 
« [L]'éclat de la représentation doit impliquer la conciliation des préoccupations techniques relatives à la forme et à la surface expressives, d'une part, avec les exigences de description réaliste, d'autre part ... plus l'activité de l'art tend à la recherche de la dépense de l’autre, plus la valeur doit être faible. »
([V]ividness in representation must entail the reconciliation of technical concerns for expressive form and surface on the one hand with the requirements of realistic description on the other...the more the activity of art tends toward the pursuit of the one at the expense of the other, the smaller the value is to be attached to either.)

## Publications
- Ben Nicholson: Catalogue of an Exhibition held at the Tate Gallery, with Ben Nicholson, Tate Gallery, 1969
- The British Avante Garde, with Donald H Karshan, London: Studio International, 1971
- Modern Art and Modernism: a Critical Anthology, with Francis Frascina & Deirdre Paul, Paul Chapman Publishing & The Open University, 1982
- A Provisional History of Art & Language, with Fred Orton, 1982
- Abstract Expressionism and Jackson Pollock, with Francis Frascina, Open University, 1983
- English Art and Modernism, Open University, 1983 & New Haven: Yale University Press, 1994
- Introduction, Modernism, Problems and Methods, Open University, 1984
- Modernism, Criticism and Realism: Alternative Contexts for Art, 1985
- Alfred Wallis, Christopher Wood, Ben Nicholson, with Margaret Gardiner, Alfred Wallis & Christopher Wood,  Scottish Arts Council (en), 1987
- A Quiet Revolution: British Sculpture Since 1965, with Graham Beal, Lynne Cooke & Mary Jane Jacob (en), London: Thames & Hudson Ltd, 1987
- Art in Theory, 1900-90: Anthology, with Paul Wood, 1992
- Modernism in Dispute: Art Since the Forties, with Paul Wood, Francis Frascina & Jonathan Harris, New Haven: Yale University Press, 1993
- Modernity and Modernism: French Painting in the Nineteenth Century, with Paul Wood, Francis Frascina & Jonathan Harris, New Haven: Yale University Press, 1993
- Primitivism, Cubism, Abstraction: the Early Twentieth Century, with Francis Frascina & Gillian Perry, New Haven: Yale Univ Press, 1993
- Modernism (Movements in Modern Art series), Tate Publishing, 1997
- Art in Theory 1815-1900, with Paul Wood & Jason Gaiger, 1998
- Art in Theory 1648-1815, with Paul Wood & Jason Gaiger, 2000
- Modernismus, 2001
- 2001 Retrospective - Master Stone Sculptors of Zimbabwe, Chapungu Sculptures Ltd, 2001
- Blast to Freeze: British Art in the 20th Century, with Andrew Causey, Richard Cork, David Curtis, and Penelope Curtis (en), publ: Hatje Cantz; illustrated edition, 2002
- Essays on Art & Language, MIT Press, 2003
- Conceptual Art and Painting: Further Essays on Art & Language, MIT Press, 2003
- Art in Theory, 1900-2000: an Anthology of Changing Ideas, with Paul Wood, 2003 (trad. française Art en Théorie, 1900-2000, éd. Hazan, 2007)
- Painting the Difference: Sex and Spectator in Modern Art, University of Chicago Press, 2005
- Slideshow, with Darsie Alexander &  Robert Storr, Pennsylvania State University Press, 2005
- Art and Text, with Dave Beech, Will Hill & Aimee Selby, Black Dog Publishing, 2009
- An Introduction to Art, New Haven: Yale University Press; 2009
- Since 1950: Art and Its Criticism, New Haven: Yale University Press, 2009
- Charles Harrison: Looking Back, London: Ridinghouse (en), 2011